# Aziz Abdel Massih
Aziz Abdel Massih (in arabo عزيز عبد المسيح‎?; Beirut, 22 luglio 1996) è un cestista libanese.

## Carriera
Aziz Abdel Massih è nato il 22 luglio 1996 a Beirut, in Libano. Ha frequentato la scuola Saints-Coeurs Ain Najm, dove ha iniziato a giocare a pallacanestro sin da giovane. Si è diplomato nel 2014 e, mentre conciliava gli studi universitari con l'allenamento sportivo, si è laureato in ingegneria civile presso la Lebanese American University (LAU) nel 2020. Durante il suo periodo alla LAU, è stato anche capitano della squadra di basket dell'università.
Nella stagione 2015-2016 è stato notato dall'allenatore Paul Caughter mentre giocava nella Divisione 2 del Libano con il Club Central Jounieh. Ha iniziato la carriera da giocatore professionista nella stagione 2016-2017 giocando con il Tadamon Club nella Lebanese Basketball League. Nella stagione 2017-2018 ha firmato con il Sagesse, con cui disputa una ottima stagione, contribuendo a portare la squadra alle Final Four.
Nel 2019, Abdelmassih è stato convocato per la prima volta nella nazionale del Libano
Nel 2020 ha lasciato il Sagesse, ed ha giocato con il Champville per la stagione 2020-2021, raggiungendo le finali, dove la squadra però è stata sconfitta dall'Al-Riyadi Beirut. Dalla stagione 2021, è tornato a giocare per il Sagesse; nel giugno del 2024 ha rinnovato per altri due anni con la squadra neroverde.